# Сорока, Дмитрий Игнатьевич
Дмитрий Игнатьевич Сорока — советский хозяйственный, государственный и политический деятель, Герой Социалистического Труда.

## Биография
Родился в 1901 году в селе Голая Пристань. Член КПСС.
С 1915 года — на хозяйственной, общественной и политической работе. В 1915—1974 гг. — матрос на парусном судне «Святой Николай», выпускник Херсонского морского техникума, грузчик в Батумском порту, красноармеец, матрос, штурман и помощник капитана на судах Черноморского государственного морского пароходства «Ингул» и «Восток», лоцман в Новороссийском порту, капитан на пароходе «Ян Томп» и теплоходе «Фридрих Энгельс», капитан теплохода «Тбилиси», участник Великой Отечественной войны, капитан парохода «Сухона» Дальневосточного государственного морского пароходства, турбохода «Пётр Великий», «Советский Союз» Черноморского государственного морского пароходства, командир теплохода «Украина», капитан пассажирского дизель-электрохода «Россия» Черноморского государственного морского пароходства
Указом Президиума Верховного Совета СССР от 3 августа 1960 года присвоено звание Героя Социалистического Труда с вручением ордена Ленина и золотой медали «Серп и Молот».
Умер в Одессе в 1975 году.